# MeltLand
MeltLand（メルトランド）はmasataka hakozakiが開発したiOS、Android用ゲームアプリである。3Dで表現されたとろけた地面を押し上げて、"雫(しずく)" を転がして競う。価格は無料で、アプリ内課金を搭載する。

## 対応言語
日本語、 ロシア語、 中国語、 簡体字中国語、 繁体字中国語、 英語、 韓国語に対応している。

## 受賞歴
Google INDIE GAMES FESTIVAL 2019 TOP3 受賞